# 澳門理工大學機器翻譯暨人工智能應用技術教育部工程研究中心
機器翻譯暨人工智能應用技術教育部工程研究中心是澳門理工大學屬下的獨立學術單位，於2019年12月16日成立，是港澳地區首家中国教育部工程研究中心。中心位於大學校本部匯智樓4及5樓。

## 榮譽
澳門特區政府於2023年12月19日公佈2023年度授勳名單，機器翻譯暨人工智能應用技術教育部工程研究中心獲授予教育功績勳章。